# Doctor Who and the Mines of Terror
A Doctor Who and the Mines of Terror egy számítógépes játék a Doctor Who című sci-fi sorozat alapján. A játékot a Micro Power adta ki BBC Micróra 1985-ben, majd a következő évben Amstrad CPC-re és  Commondore 64-re.
A játék főszereplői a hatodik Doktor és robotmacskája, Splinx. A főszereplők feladata ezúttal, hogy megállítsák, hogy a Mester előállítson Heatonite-ot (egy titokzatos vegyszer), és visszaszerezni képletét, hogy visszavihesse az Idő Lordoknak.
A játékban szerepelnek Dalek-szerű robotok, de hivatalosan nem dalekek, mert nem tudták megszerezni a szerepeltetési jogokat.

## Fordítás
- Ez a szócikk részben vagy egészben  a   Doctor Who and the Mines of Terror című angol Wikipédia-szócikk fordításán alapul.  Az eredeti cikk szerkesztőit annak laptörténete sorolja fel. Ez a jelzés csupán a megfogalmazás eredetét és a szerzői jogokat jelzi, nem szolgál a cikkben szereplő információk forrásmegjelöléseként.